# Cameroon Water Utilities Corporation
 (août 2023).
 (août 2023).
La mise en forme du texte ne suit pas les recommandations de Wikipédia : il faut le « wikifier ».
Les points d'amélioration suivants sont les cas les plus fréquents :
- Les titres sont pré-formatés par le logiciel. Ils ne sont ni en capitales, ni en gras.
- Le texte ne doit pas être écrit en capitales (les noms de famille non plus), ni en gras, ni en italique, ni en « petit »…
- Le gras n'est utilisé que pour surligner le titre de l'article dans l'introduction, une seule fois.
- L'italique est rarement utilisé : mots en langue étrangère, titres d'œuvres, noms de bateaux, etc.
- Les citations ne sont pas en italique mais en corps de texte normal. Elles sont entourées par des guillemets français : « et ».
- Les listes à puces sont à éviter, des paragraphes rédigés étant largement préférés. Les tableaux sont à réserver à la présentation de données structurées (résultats, etc.).
- Les appels de note de bas de page (petits chiffres en exposant, introduits par l'outil «  Source ») sont à placer entre la fin de phrase et le point final[comme ça].
- Les liens internes (vers d'autres articles de Wikipédia) sont à choisir avec parcimonie. Créez des liens vers des articles approfondissant le sujet. Les termes génériques sans rapport avec le sujet sont à éviter, ainsi que les répétitions de liens vers un même terme.
- Les liens externes sont à placer uniquement dans une section « Liens externes », à la fin de l'article. Ces liens sont à choisir avec parcimonie suivant les règles définies. Si un lien sert de source à l'article, son insertion dans le texte est à faire par les notes de bas de page.
- La présentation des références doit suivre les conventions bibliographiques. Il est recommandé d'utiliser les modèles {{Ouvrage}}, {{Chapitre}}, {{Article}}, {{Lien web}} et/ou {{Bibliographie}}. Le mode d'édition visuel peut mettre en forme automatiquement les références.
- Insérer une infobox (cadre d'informations à droite) n'est pas obligatoire pour parachever la mise en page.

Pour une aide détaillée, merci de consulter Aide:Wikification.
Si vous pensez que ces points ont été résolus, vous pouvez retirer ce bandeau et améliorer la mise en forme d'un autre article.
 (août 2023).
La Cameroon Water Utilities Corporation (CAMWATER) est une société à capital public camerounaise, dotée de la personnalité juridique et de l'autonomie financière, créée en 2005 par Décret N° 2005/494 du 31 décembre 2005 et réorganisée en 2018 par Décret N°2018/144 du 20 février 2018, à la suite de la fin de l’affermage. Avec la reprise des activités jadis dévolues au fermier, l’Etat lui a assigné deux principales missions : la gestion des biens et droits affectés au service public de l’eau potable en milieu urbain et périurbain ; et l’exploitation du service public de production, transport et distribution de l’eau potable en milieu urbain et périurbain. D’après le décret susvisé, la CAMWATER peut en outre assurer la construction et la gestion des infrastructures liées au service public d’assainissement, notamment la collecte, le transport et l’épuration des eaux usées. Pour ce faire, le périmètre d’intervention de la CAMWATER tel que défini dans le contrat de concession, comprend l’aire urbaine et périurbaine estimée au moins à date à 360 localités du Cameroun, si l’on ne considère que les chefs lieu d’Arrondissement. Sur le plan institutionnel, l’Entreprise est placée sous la tutelle technique du Ministère de l’Eau et de l’Energie (MINEE) et financière, du Ministère des Finances (MINFI).

## Brève histoire de l'Entreprise
La Société nationale des Eaux du Cameroun (SNEC) a été inscrite sur la liste des entreprises à privatiser par décret no 99/210 du 22 septembre 1999. La stratégie consistant à céder 51 % du capital social de la société à un Partenaire de référence ayant des capacités techniques avérées et une surface financière suffisante pour réaliser les investissements attendus dans le cadre d’un nouveau contrat de concession, avait été retenue. Mais le processus d’appel d’offres initié en 1999 pour la privatisation de la SNEC avait été déclaré infructueux, malgré les efforts du Gouvernement et l’appui des cartenaires au développement pour le faire aboutir. Cet échec fut en grande partie dû au fait que le système d’exploitation de l’eau basé sur la concession, abandonné dans la plupart des pays, ne présentait guère d’attrait pour les investisseurs du secteur. Tirant les leçons de cet échec, les pouvoirs publics ont décidé de changer de stratégie.
Le nouveau schéma stratégique de privatisation choisi par le Gouvernement a retenu la « Mise en Affermage du Secteur de l’Alimentation en Eau Potable, à travers un Partenariat Public – Privé (PPP) ». Cette option s’articule autour des relations triangulaires État / Société de patrimoine / Fermier qui s’organiseront en deux contrats principaux, à savoir Contrat de Concession et de gestion des infrastructures (État et Société de Patrimoine) et Contrat d’Affermage (tripartite : État, Société de Patrimoine, Fermier). 
Pour matérialiser la nouvelle configuration du secteur de l’hydraulique urbaine, le Président de la République a signé le décret no  2005/493 du 31 décembre 2005 fixant les modalités de délégation des services publics de l’eau potable et de l’assainissement liquide en milieu urbain et périurbain qui a notamment prévu la création de deux sociétés :
- une société de patrimoine, société à capital public chargée de la gestion de l’ensemble du patrimoine Hydraulique de l’État en milieu urbain et péri-urbain ainsi que du contrôle de la qualité de l’exploitation du service public de production, de transport et de distribution d’eau potable ;
- une Société Fermière, société anonyme chargée pour sa part de l’exploitation du service public de la production et de la distribution d’eau potable en milieu urbain et périurbain[5].

La Société de patrimoine a été créée par le décret no  2005/494 du 31 décembre 2005 sous la dénomination de Cameroon Water Utilities Corporation (CAMWATER).
L’exploitation du service public de la production et de la distribution d’eau potable en milieu urbain et périurbain a été confiée à la Camerounaise des Eaux par un contrat d’affermage. 

## Missions régaliennes [Décret du 20 février 2018]
La CAMWATER a pour objet la gestion des biens et droits affectés au service public de l'eau potable en milieu urbain et périurbain. À ce titre l'Entreprise se destine à la gestion des biens et droits affectés au service public de l'eau potable, ainsi que l'exploitation du service public de production, de transport et de distribution de ladite eau potable en milieu urbain et périurbain. A ce titre, et dans le détail, CAMWATER les missions de CAMWATER se déclinent de la façon suivante :
1-   en matière de gestion des biens et droits affectés au service public de l'eau potable :
- la planification, la réalisation d'études, la maîtrise d'ouvrage, la recherche et la gestion des financements pour l'ensemble des infrastructures et ouvrages nécessaires au captage, à la production, au transport, au stockage et à la distribution de l'eau potable;
- la construction, la maintenance, le renouvellement et la gestion des infrastructures de production, de stockage, de transport et d'exploitation de l'eau potable;
- l'information et la sensibilisation des usagers du service public de l'eau potable et de celui de l'assainissement liquide;
- la réalisation des travaux d'extension ou de réhabilitation.

2-   en matière d'exploitation du service public de production, de transport et de distribution de l'eau potable :
- l'exploitation des moyens de production, de transport et de distribution de l'eau potable
- la production, le transport et la distribution de l'eau potable
- l'entretien des infrastructures de traitement de l'eau et des activités liées à la fonction commerciale notamment, le relevé, la facturation et l'encaissement des recettes

CAMWATER peut en outre:
- acquérir, obtenir et exploiter des concessions, droits et privilèges relatifs à l'exercice de son objet social
- assurer la construction et la gestion des infrastructures liées au service public d'assainissement, notamment le transport et l'épuration des eaux usées
- effectuer toutes les opérations  commerciales, industrielles, mobilières, immobilières et financières qui se rattachent directement ou indirectement, aux objets définis ci-dessus de nature à favoriser leur développement.

A cet effet, l'Etat transfère à la CAMWATER la gestion physique, comptable et financière des biens et droits immobiliers de son domaine public et privé, nécessaires au service public de l'eau potable en milieu urbain et périurbain et à l'exécution de son objet social.
Ce transfert fait toutefois l'objet de conventions spécifiques entre l'Etat et la CAMWATER.

## Développements récents
CAMWATER dont Blaise Moussa a pris la tête le 30 septembre 2022, compte alors 116 centres équipés, à quoi s’est ajoutée par la suite, la mise en service de la station de YOKO. Ce qui représente un de couverture du périmètre concédé de l’ordre de 54,46%. Le périmètre desservi par l’Entreprise se résume alors à une capacité de production installée de 854 040 mètre cube par jour (m3/j) et un linéaire de réseau de transport et de distribution de 7 696 km dont 9,500 km renouvelés et 324,702 km nouvellement posés.
L’exploitation des infrastructures a ainsi permis de desservir 5 727 140 personnes sur une population du périmètre concédé de 16 900 517 habitants, soit un taux de desserte de 33,89%.
Sur la Production: un volume de 199 146 102 m3 d’eau potable a été enregistré à la sortie des différentes stations pour un rendement de production de 94,97%. Il faut noter qu’au niveau de la production, est relevé un déficit de 17 765 699 m3 imputable principalement aux coupures d’énergie électrique tandis que la facture de l’opérateur public de ce service (ENEO) s’est chiffrée en 2022 à plus de 9 milliards de FCFA.
Au niveau de la Distribution: sur un volume de 199 146 102 m3 injecté dans le réseau, 93 982 110 m3 uniquement ont été facturés ; soit un rendement de distribution de 47,15%. Cette performance mitigée s’explique par le grand nombre de fuites (35 000 environ) détectées sur le réseau au cours de l’année 2021. Les proportions de réparation de ces incidents sont les suivantes se sont toutefois améliorées, de par les indicateurs suivants : 32% d’interventions réalisées en moins de 2h, 25% en moins 12h, 17% en moins 18h et 24% en moins de 24h. Les pertes qui en découlent sont estimées à 37,63 mètre cube, par kilomètre, par jour (m3/Km/j).
Sur le plan commercial : au terme de l’année 2022 toujours, CAMWATER comptait 493 116 abonnés actifs dont 96% de clients particuliers et 1,6% d’administrations. Il convient de préciser que 66,12% desdits abonnés étaient desservis en continuité contre 33,88% par rationnement. 14 879 branchements ont été exécutés et 9205 restaient encore en instance au 31 décembre 2021. Le Chiffre d’affaires ventes eau s’élevaient à 39 308 476 710 FCFA avec des encaissements de l’ordre de 31 394 508 323 FCFA.
Sur le plan technique, en 2022, les paramètres techniques ont connu dans l’ensemble une évolution croissante à l’exception du rendement de distribution qui a chuté de 0,2 point et celui de la production qui a légèrement décru de 0,09%. Les performances enregistrées se résument comme suit : 5 889 510 personnes sont desservies, soit 162 370 personnes de plus qu’en 2021. Cependant, le taux de desserte n’a pas véritablement évolué et se situe à 34,07%. Cet état de choses est dû à l’augmentation de la population du périmètre de la concession, accroissement estimé à 385 971 personnes, soit deux fois plus rapide que l’augmentation des personnes desservies. La capacité de production quant à elle s’est accrue de 4150 m3/jour passant à 858 190m3/jour. Il en est de même du volume de stockage. Une évolution qui est la résultante du renforcement, du renouvellement, de la réhabilitation et de la remise en service de certains ouvrages. Le rendement de distribution quant à lui a connu une baisse et se situe à 46,95%. En effet, le volume d’eau émis dans le réseau est passé de 199 146 102m3 en 2021 à 192 698 012 m3 en 2022, soit un déficit de 6 448 090m3 d’eau. Ce déficit imputable aux coupures de courant s’est accru d’1 978 623m3 et le nombre de fuites réparées d’environ 7000. Par ailleurs, 5 314 km de conduites ont été renouvelées et 167 482 km de réseau nouvellement posé. Le nombre d’abonnés actifs est passé de 493 116 en 2021 à 508 773 en 2022, soit une augmentation de 15 657 grâce aux branchements exécutés pendant la période. Le pourcentage d’abonnés actifs desservis est ainsi passé de 66,12% en 2021 pour 84,42% en 2022.

## Projets
Depuis le mois de janvier 2023, CAMWATER travaille à l’amélioration de l’accès à l’eau potable des populations, au travers d'activités inscrites dans le Projet de Performance Annuel de 2023. Dans la poursuite de la mise en œuvre de son programme d’investissement des efforts ont été engagés à la maturation et la finalisation de divers projets, dont les plus significatifs sont : la première phase du projet d’AEP de 9 villes avec l’entreprise CGCOC LTD ; le projet de réhabilitation, de renforcement et d’extension du système d’AEP de 14 centres avec le partenaire ASPAC ; le projet d’adduction d'eau potable de Yaoundé et trois villes (Bertoua, Edéa et N’Gaoundéré) ; le projet d’AEP de 18 centres urbains ; le projet d’adduction d'eau potable de Buea, Tiko et Mutenguene ; ainsi que du projet d’adduction d'eau potable dans treize villes secondaires ; du projet de reconfiguration du système d’adduction d'eau potable de la ville de Yaoundé en vue de la reprise du PAEPYS ; du projet d’AEP dans vingt villes du Cameroun et du projet de réhabilitation et extension de la station de Japoma à Douala.

## Plan prioritaire quinquennal d'investissement (PPQI)
Le Plan prioritaire quinquennal d'investissement (PPQI) se présente comme la principale boussole de l'Entreprise, pour les prochaines années. Il s’agit de faire face aux défis d'aujourd'hui et de demain, par une série d'actions prioritaires. Cela, en planifiant et programmant les projets de l'Entreprise sur les défis suivants : augmenter le taux de couverture du périmètre concédé de 32,5% à 80%, augmenter le taux de desserte en eau potable de 36% à 75%, diversifier les recettes de l’entreprise, optimiser les charges d’exploitation, moderniser l’outil de production et de comptage, améliorer la gouvernance du secteur, renforcer le système d’information de l’entreprise et améliorer la qualité de service et la communication de l’entreprise. Le coût global estimé de sa mise en œuvre est de l’ordre de 1 000 milliards F. CFA.
D’autres pistes sont également travaillées depuis ce temps, visant à augmenter l'offre en eau dans plusieurs villes secondaires.

## Direction de l'entreprise

### Président du Conseil d'Administration
- Patrick KUM BONG AKWA : Depuis le 14 août 2018[8]
- Jérôme Obi Eta : De mars 2006  au 14 août 2018 [9]

### Directeurs Généraux
- Blaise MOUSSA : depuis le 30 septembre 2022
- Gervais Bolenga : 10 novembre 2017 - 30 septembre 2022[10]
- Alphonse Roger Ondoa Akoa : 08 février 2016 - 10 novembre 2017 [11]
- Jean Williams Sollo : mars 2012 - Février 2016
- Basile Atangana Kouna : Mars 2006 - mars 2012

### Directeurs Généraux Adjoint
- Jocelyne Alice Ngo Njiki : depuis le 30 septembre 2022
- Jean Pierre Bidjocka : 10 novembre 2017 - 30 septembre 2022[12]
- Félix Ngonpa : juillet 2012 - décembre 2017